# Liste der Monuments historiques in Nomexy
Die Liste der Monuments historiques in Nomexy führt die Monuments historiques in der französischen Gemeinde Nomexy auf.

## Liste der Objekte
| Bezeichnung                                                           | Beschreibung                                                               | Standort                                   | Kennzeichnung | Schutzstatus | Datum | Bild |
| --------------------------------------------------------------------- | -------------------------------------------------------------------------- | ------------------------------------------ | ------------- | ------------ | ----- | ---- |
| Zwei Gemälde mit Szenen des Ersten Weltkriegs und der heiligen Odilia | Ölfarbe auf Leinwand, maroufliert, 1922 aus der Werkstatt Minoux et Mangin | in der Friedhofskapelle (Lage)             | PM88001657    | Inscrit      | 2008  |      |
| Skulptur Heilige Katharina                                            | Stein, 17. Jahrhundert                                                     | in der Kirche Sts-Calixte-et-Julien (Lage) | PM88000641    | Classé       | 1961  |      |
| Skulptur Heilige Barbara                                              | Stein, 17. Jahrhundert                                                     | in der Kirche Sts-Calixte-et-Julien (Lage) | PM88000642    | Classé       | 1961  |      |
| Skulptur Heilige Margaretha                                           | Stein, farbig gefasst, 16. Jahrhundert                                     | in der Kirche Sts-Calixte-et-Julien (Lage) | PM88000643    | Classé       | 1964  |      |